# Andrea Falconieri
Pour les articles homonymes, voir Falconieri.
Andrea Falconieri (né en 1585 ou 1586 à Naples - mort en 1656 dans sa ville natale), également connu sous le nom de Falconiero, était un compositeur italien de la première moitié du XVIIe siècle, ce qui correspond au début de la musique baroque.
Compositeur et luthiste, Falconieri commença sa carrière à la cour de Parme et de Modène avant de rejoindre la Chapelle Royale de Naples en 1639. Il y composa entre autres en 1650 les premières variations italiennes sur le thème consacré et si prolifique des Folias.

## Biographie
Falconieri commence sa carrière comme luthiste à Parme en 1604. C'est dans cette ville qu'il étudie la composition avec Santino Gasri. À la mort de ce dernier, Falconieri le remplace dans son poste à la cour de Parme. Ce sera le début d'une période relativement féconde pour le compositeur.
Mais Falconieri quitte soudainement Parme en 1614, probablement pour dettes et gagne Mantoue.
En 1616 paraissent ses premières œuvres. Sept autres recueils sont ensuite publiés entre 1616 et 1620 (Six de chansons et un de motets). Il semblerait que Falconieri ait occupé pendant cette période un poste à la cour de Florence, puis à Rome.
Mais c'est après son mariage et un court séjour à Modène, qu'il part en juillet 1621 pour l'Espagne. Il passera sept ans à voyager en Espagne et en France, apparemment sans sa femme.
En 1628, Falconieri doit revenir en Italie pour le mariage de la princesse Marguerite de Médicis et du duc de Parme Édouard Ier. Il en profite pour prendre un poste au couvent Santa Brigida de Gênes (pendant environ cinq ans), avant de rejoindre la Chapelle Royale de Naples en 1639, où il est élevé au rang de maître de chapelle.
Falconieri meurt en 1656, victime de la terrible épidémie de peste que connut Naples à cette époque.